# El Kef (Tunísia)
El Kef (em francês: Le Kef; em árabe: الكاف; romaniz.: Al-Kāf) é uma cidade do interior noroeste da Tunísia, capital da província homónima. O município tem 120 km² de área e em 2004 tinha 45 191 habitantes (densidade: 376,6 hab./km²), repartidos entre duas delegações: Kef Medina (Kef Velha; 26 874) e Kef Jedida (Kef Nova; 18 317). A cidade ocupa cerca de 25 km², dos quais 2,5 na almedina, o centro histórico rodeado de muralhas. No mesmo ano tinha 41 580 habitantes.
A cidade, a mais alta da Tunísia, situa-se 185 km a oeste-sudoeste de Tunes, 50 km a sul de Jendouba, 100 km a sudoeste de Béja, 130 km a norte de Kasserine e 43 km a leste da fronteira com a Argélia (distâncias por estrada).

## História
A cidade, cuja origem remonta aos períodos cartaginês, foi construída numa encosta de um penhasco, num planalto da montanha Jebel Dyr. Pode ter sido a capital da Numídia evocada por Salústio na “Bellum Jugurthum” (outra localização possível é Constantina, no nordeste da Argélia). Desde a Antiguidade que é a cidade mais importante do Alto Tell tunisino.
Foi chamada Sicca pelos cartagineses, Sicca Veneria durante os primeiros tempos do período romano e teve vários outros nomes ao longo da sua história — Colonia Julia Cirta, Cirta Nova, Sicca Beneria, Chaqbanariya e finalmente El Kef a partir do século XVI.
El Kef foi a capital provisória da Tunísia durante a Segunda Guerra Mundial. Foi também o centro de comando da Frente de Libertação Nacional, o movimento indepentista argelino, durante Guerra da Argélia nos anos 1950.